# Ozó
L'ozó (O₃) és una molècula triatòmica (que consta de tres àtoms) d'oxigen. Es tracta d'una forma al·lotròpica de l'oxigen, que és molt menys estable que la forma diatòmica (O₂). A temperatura i pressió ambientals, l'ozó és un gas. En condicions normals, l'ozó és un gas blau pàl·lid que condensa a temperatures criogèniques; progressivament torna un líquid blau fosc i, finalment, es forma un sòlid de color violeta-negre. La inestabilitat de l'ozó respecte al dioxigen comú és molt gran, així que tant l'ozó concentrat en estat gasós com l'ozó líquid es poden descompondre de manera explosiva. Per això, comercialment tan sols es fa servir en baixes concentracions.

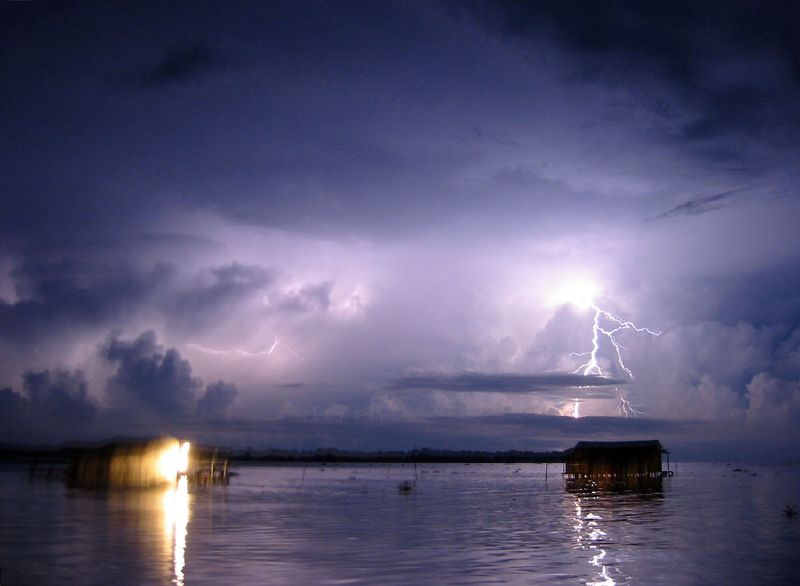
Llampec del Catatumbo, a l'estat Zulia de Veneçuela. Les descàrregues elèctriques són la “fàbrica” d'ozó de la natura. Hi ha àrees on els vents dominants són frenats per la configuració del relleu geogràfic, provocant l'ascens orogràfic de la nuvolositat acompanyada de nombroses descàrregues elèctriques. Una de les àrees més favorables en aquest sentit és la formada per la vall del riu Catatumbo entre els Andes veneçolans i la muntanya de Perijá, al sud-est del llac de Maracaibo.

A l'atmosfera la concentració en volum d'ozó és del 0-0,1 ppm, tot i que és molt variable. L'exposició a concentracions d'ozó majors que 0,1 ppm es considera perillosa per a la salut humana. Hi ha evidència d'estudis controlats que demostren que l'exposició a O₃ d'humans i animals pot causar-los efectes adversos per a la salut. L'ozó es va proposar com una nova substància en l'aire el 1840; el nom d'ozó ve del verb grec ozein (ὄ ζειν, "a l'olor"), per l'olor peculiar que hi ha després dels llampecs de les tempestes. L'olor de l'ozó és forta, recorda a l'olor del clor, i moltes persones el detecten a concentracions de tan sols 10 ppm en l'aire. La fórmula de l'ozó, O₃, es va determinar l'any 1865.
L'ozó és l'oxidant fotoquímic més important de la troposfera. L'ozó es forma mitjançant reaccions fotoquímiques en presència de contaminants precursors com el NOx i compostos orgànics volàtils. A la rodalia on hi ha moltes fonts d'emissions de NOx, on hi ha una gran quantitat de NO, l'O₃ és "depurat" i, en conseqüència, als centres urbans les concentracions solen ser baixes; en canvi, les concentracions d'O₃ augmenten en les zones rurals i suburbanes adjacents. Com a resultat del seu origen fotoquímic (O₃), mostra patrons estacionals i diürns, amb concentracions més altes a l'estiu i a la tarda. La correlació d'O₃ amb altres contaminants varia segons l'estació i la ubicació.
L'ozó té un ús industrial interessant com a precursor en la síntesi d'alguns compostos orgànics i, sobretot, com a desinfectant en depuradores. La seva propietat principal és que és un oxidant. No obstant això, és conegut per l'important paper que exerceix en l'atmosfera. En aquest sentit, cal distingir entre l'ozó present en l'estratosfera i el de la troposfera. En ambdós casos la seva formació i destrucció són fenòmens fotoquímics.
L'alt potencial d'oxidació de l'ozó (més gran que el del dioxigen) és el causant dels danys que es produeixen en els teixits respiratoris d'animals i els teixits de les plantes si la concentració d'ozó supera 100 ppm. Això fa que l'ozó a prop del sòl sigui perillós. Però la capa d'ozó (una porció de l'estratosfera amb una alta concentració d'ozó, d'entre 2 i 8 ppm) és beneficiosa, perquè evita que la llum ultraviolada arribi a la superfície de la Terra.

## Història
L'ozó ja es coneixia a l'antiguitat, i Homer el citava a la seva Odissea. Va ser descobert el 1783-1785 pel físic neerlandès Martinus van Marum mentre realitzava investigacions amb màquines electroestàtiques que generaven descàrregues elèctriques i que en contacte amb l'aire desprenien una olor característica. També Cruikshank (1801) el va anomenar en diversos experiments fets amb electròlisi.
Però no va ser fins al 1840 que Christian Friedrich Schönbein va repetir els experiments de van Marum i va pensar que aquella olor peculiar era la mateixa que es percep durant les tempestes elèctriques. El va anomenar ozó a partir del verb grec ozein (ὄ ζειν) que significa "fer olor", i es va proposar com a nova substància de l'aire.
Es va discutir molt si l'ozó era una molècula composta o un estat transitori de l'oxigen, però l'any 1856, Mariniak, Delarive i Andrews van definir l'ozó com un estat al·lotròpic de l'oxigen.
La primera unitat per a la generació de l'ozó va ser desenvolupada per l'enginyer Werner von Siemens (1857) i es va anomenar supertub d'inducció d'ozó per a l'eliminació de microorganismes. Avui dia encara se segueix utilitzant el mateix mecanisme per produir ozó a concentracions elevades.
Altres investigadors van aportar més informació sobre l'ozó. El 1865 Jacques-Louis Soret va determinar-ne la fórmula molecular, va reconèixer que era una substància de propietats inusuals que no havia estat mai aïllada en estat pur i que estava composta només d'oxigen (3(O₂) + 64800 cal → 2(O₃)). Robert Mulliken i James Dewar en van aclarir la forma molecular.
No va ser fins més tard que M. P. Otto va determinar-ne la densitat i la constitució molecular i va estudiar-ne detingudament la formació. Després d'aquests estudis, va idear un sistema per produir ozó per mitjà de descàrregues elèctriques, igual que es produeix en la natura, i això va donar lloc al sistema Otto, que es fa servir des del 1969.
El 1872, Benjamin Collins Brodie va donar a conèixer la veritable naturalesa química de l'ozó. I al voltant del 1873, Cornelius Fox va estudiar a fons la capacitat de l'ozó per eliminar microorganismes. Kleinman va ser qui va fer els primers assajos bacteriològics sobre gèrmens patògens i, a més a més, va provar la influència perniciosa d'aquest gas sobre les mucoses d'animals i humans.
El 1913, Charles Fabry, amb la col·laboració d'Henri Buisson i d'Alfred Perot, va participar en la posada en marxa de l'interferòmetre de Fabry-Perot, que va servir principalment per demostrar l'existència de la capa d'ozó.
La primera constància bibliogràfica de l'ús de l'ozó en medicina data de la Primera Guerra Mundial (1914-1918), quan el doctor A. Wolff va fer cures amb ozó per netejar i desinfectar ferides sèptiques. Però no va ser fins al 1935 que Erwin Payr va donar una empenta a la utilització de l'ozó en medicina. El 1950, Joachim Hansler va reprendre el treball de Payr i va desenvolupar el primer generador d'ozó per a ús mèdic, que va permetre la dosificació exacta de les mescles d'ozó i oxigen (5% d'ozó com a màxim i 95% d'oxigen). Aquest descobriment va ser decisiu en la terapèutica, perquè calia aplicar les dosis adequades d'ozó i així evitar la peroxidació excessiva que pot ocasionar danys a les membranes cel·lulars.
La pràctica de l'autotransfusió de sang ozonitzada data del 1940, en els treballs de Hans Wolff. Avui dia està estandarditzada i acceptada com la tècnica de l'ozonoteràpia. No va ser fins al 1972 que es va fundar la primera societat d'ozonoteràpia.
El 1987 es va signar el Protocol de Montreal relatiu a les substàncies que disminueixen l'ozó, que és un tractat internacional dissenyat per protegir la capa d'ozó.

## Propietats de l'ozó
L'ozó és un compost químic format a l'atmosfera, és un gas de color blau pàl·lid a temperatura ambient i amb una olor picant, com la que es pot percebre després d'una tempesta elèctrica.
Químicament, l'ozó és una molècula triatòmica que pertany a una de les quatre formes al·lotròpiques de l'oxigen, el seu símbol químic és O₃ i té un pes molecular de 48 g/mol. L'ozó és relativament estable en l'aire, amb una vida mitjana de diverses hores a baixes concentracions, però la vida mitjana canvia significativament una vegada l'ozó s'introdueix dins de l'aigua, on tenen lloc moltes reaccions químiques, especialment amb els àtoms de carboni per produir principalment CO₂.
Es forma quan una molècula d'oxigen es veu forçada a incorporar un tercer àtom, llavors es crea una molècula triatòmica. Aquest tercer àtom s'hi uneix lleugerament i fa que sigui molt inestable i altament oxidativa, fins al punt que és el quart agent oxidant més agressiu. La ressonància d'aquesta molècula no permet la possibilitat de tenir electrons desaparellats i, per tant, és diamagnètica. La principal conseqüència de la seva inestabilitat és que no es pot emmagatzemar ni transportar durant un període llarg de temps. S'ha de produir en el moment i el lloc en què s'ha de fer servir.
Es va determinar que a 161 K (-112 °C) es condensa per formar un líquid de color blau fosc. És perillós permetre que el líquid s'escalfi fins a l'ebullició, perquè tant l'ozó gasós com el líquid poden detonar. A temperatures inferiors als 80 K (-193 °C) dona lloc a un sòlid violeta-negre.
L'ozó és parcialment soluble en l'aigua. D'acord amb la llei de Henry, l'eficàcia de dissolució d'un gas específic en una fase aquosa està basada en la pressió parcial del gas, en particular en el flux total del gas, així com en la temperatura d'aquesta. En conseqüència, com més concentració d'ozó hi ha, més augmenta la transferència d'ozó a l'aigua. Com és d'esperar, la solubilitat de l'ozó decreix amb l'increment de la temperatura. També s'ha vist que és molt soluble en dissolvents inerts no polars, com el tetraclorur de carboni o els fluorocarbonis, amb els quals forma una dissolució blava.
Es pot detectar fàcilment en l'aire, el llindar de percepció de l'ozó s'inicia aproximadament a 0,01 ppm i presenta una olor desagradable a concentracions per sobre d'aquesta concentració, a més a més de tenir un color lleugerament més blau a nivells superiors a 5 ppm. L'exposició de 0,1 a 1 ppm produeix mal de cap, ulls plorosos i irritació de les vies respiratòries.

## Estructura
Mitjançant l'espectroscòpia de microones s'ha pogut comprovar que l'ozó és una molècula angular amb una simetria C2v. Les distàncies interatòmiques O – O són de 127,2 pm, mentre que l'angle O – O – O és de 116,78°. L'ozó és una molècula polar amb un moment dipolar de 0,53 D, en què l'àtom central, que té una hibridació sp², suporta una càrrega positiva, mentre que els àtoms terminals comparteixen una càrrega negativa per ressonància, que dona com a mitjana un ordre d'enllaç d'1,5.

## Reactivitat
L'ozó té un elevat poder oxidant. És un agent oxidant més fort que l'O₂. Aquest és inestable a concentracions elevades i decau a oxigen diatòmic, amb un temps de vida mitjana d'una hora i mitja en condicions atmosfèriques:
2 O₃ → 3 O₂
Aquesta reacció transcorre més ràpidament a pressions i temperatures més elevades. La deflagració a la capa d'ozó pot ser provocada per una espurna, i pot ocórrer en les concentracions d'ozó de 10% en pes o superior.

### Reaccions amb metalls
L'ozó oxida la major part dels metalls a l'estat d'oxidació més elevat, a excepció de l'or, el platí i l'iridi.
Per exemple:
2Cu+ + 2H₃O+ + O₃ --> 2Cu2+ + 3H₂O + O₂

### Reaccions amb nitrogen i compostos de carboni
L'ozó també oxida l'òxid nítric del diòxid de nitrogen:
NO + O₃ --> NO₂ + O₂
Aquesta reacció està acompanyada per la quimioluminescència. El NO₂ pot ser oxidat:
NO₂ + O₃ → NO₃ + O₂
El NO₃ format pot reaccionar amb el NO₂ per formar el pentaòxid de dinitrogen N₂O₅:
El nitril de perclorat sòlid es pot fer a partir de NO₂, ClO₂ i O₃ gasosos:
2NO₂ + 2ClO₂ + 2O₃ → 2NO₂ClO₄ + O 2
L'ozó no reacciona amb les sals d'amoni, però oxida l'amoníac a nitrat d'amoni: 
2 NH₃ + 4O₃ → NH₄NO₃ + 4O₂ + H₂O
L'ozó reacciona amb el carboni <- grafit -> per formar diòxid de carboni, fins i tot reacciona a temperatura ambient:
C + 2O₃ → CO₂ + 2O₂

### Reaccions amb compostos de sofre
L'ozó s'oxida de sulfits a sulfats. Per exemple: el sulfur de plom (II) s'oxida a sulfat de plom (II)
PbS + 4O₃ → PbSO ₄ + 4O₂
L'àcid sulfúric es pot produir a partir de la capa d'ozó, l'aigua o bé el sofre elemental o el diòxid de sofre:
S + H₂O + O₃ → H2 SO₄
3SO₂ + 3H₂O + O₃ → 3H₂SO₄
En la fase gasosa, l'ozó reacciona amb el sulfur d'hidrogen per formar el diòxid de sofre:
H₂S + S₃ → SO₂ + H₂ O
En la solució aquosa, però, hi ha dues reaccions que competeixen simultàniament: una produeix sofre elemental i l'altre àcid sulfúric:
H₂S + S₃ → S + S₂ + H₂ O
3H₂S + S4₃ → 3H₂SO₄

### Reaccions amb alquens i alquins
Els alquens es poden oxidar amb l'ozó, en un procés anomenat ozonòlisi, i dona com a productes alcohols, aldehids, cetones i àcids carboxílics, depenent de si la segona etapa de la rutina es realitza en condicions oxidants o reductores.
Generalment, l'ozonòlisi es fa en una solució de diclorometà a una temperatura de -78 °C. Després d'una seqüència d'escissió i transposició, es forma un ozònid orgànic. En condicions reductores, per exemple zinc en àcid acètic o sulfur de dimetil, es formen les cetones i aldehids, i en condicions oxidants, per exemple aquoses o alcohòliques peròxid d'hidrogen, es formen àcids carboxílics.

### Reaccions amb altres substrats
Els tres àtoms d'ozó poden reaccionar, com en la reacció de clorur d'estany (II), amb àcid clorhídric i ozó:
3 SnCl₂ + 6 HCl + O₃ → 3 SnCl₄ + 3H₂O
La reacció amb perclorat de iode es pot dur a terme dissolent iode en àcid perclòric anhidre fred i ozó:
Jo₂ + 6HClO₄ + O₃ → 2I(ClO₄)₃ + 3H₂O

### Combustió
H + O₃ → HO₂ + O
2 HO₂ → H₂O₄

### Reducció d'ozònids
La reducció de la capa d'ozó genera anions ozònids. Els derivats d'aquest anions són explosius i s'han d'emmagatzemar a temperatures criogèniques. Els ozònids es coneixen per a tots els metall alcalins. KO₃, RBO₃, i de les OSC₃, es poden preparar a partir dels superòxids respectius:
KO₂ + O₃ → KO₃ + O₂
Encara que el KO₃ es pot formar com s'ha esmentat abans, també es pot formar a partir d'hidròxid de potassi i ozó:
2 KOH + 5O₃ → 2KO₃ + 5O₂ + H₂O

### Mecanisme de Chapman
Té lloc a l'estratosfera i inclou la síntesi i la descomposició de l'ozó. Ambdues reaccions han de d'estar en l'estat estacionari.
Síntesi:
O₂ + hv → O + O (reacció lenta)
O + O₂ + M → O₃ + M (reacció ràpida)
Descomposició:
O₃ + hv → O₂* + O (reacció ràpida)
O₃ + O → O₂ + O₂ (reacció lenta)
El mecanisme de Chapman presenta un inconvenient, ja que, tal com s'indica més amunt, la síntesi d'ozó hauria de ser més lenta que la descomposició i, per tant, la concentració d'ozó hauria de ser elevada. No obstant això, no s'observa experimentalment.
El fet que hi hagi estat estacionari és deu al fet que hi ha cicles catalítics.
Segueixen el mecanisme que es mostra a continuació:
X + O₃ → XO + O₂
XO + O → X + O₂
__________________________
O + O₃ → 2O₂
En què X pot ser qualsevol de les espècies que es mostren a continuació:
- HOx: *OH, HOO*

Aquestes espècies provenen de l'aigua i el metà. L'aigua s'acumula a la troposfera i en disminuir la temperatura dels oceans es condensa, per tant, no passa a l'estratosfera. En canvi, el metà sí que passa a l'estratosfera i mitjançant les reaccions que experimenta es forma aigua, que alhora forma el radical *OH, que forma part del cicle catalític:
H₂O + O(¹D) → 2 *OH
H₂O + hv → *H + *OH
- NOx: *NO, *NO2

Les dues espècies estan presents a l'estratosfera i es generen per combustió.
NO₂ forma NO, que és l'espècie que entra al cicle catalític i destrueix l'ozó.
- ClOx: *Cl, ClO*

El precursor natural és el CH₃Cl, que és produït per les reaccions en els oceans.

## Ozó a l'atmosfera

La distribució d'ozó atmosfèric en la pressió parcial en funció de l'altitud

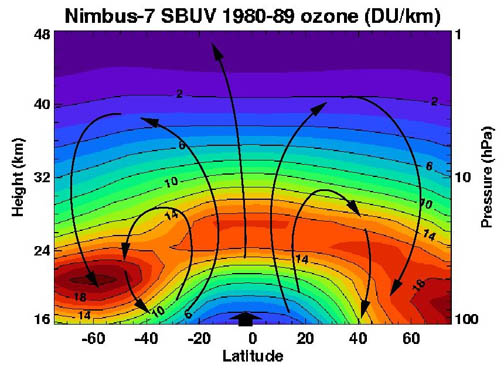
Concentration of ozone as measured by the Nimbus-7 satellite

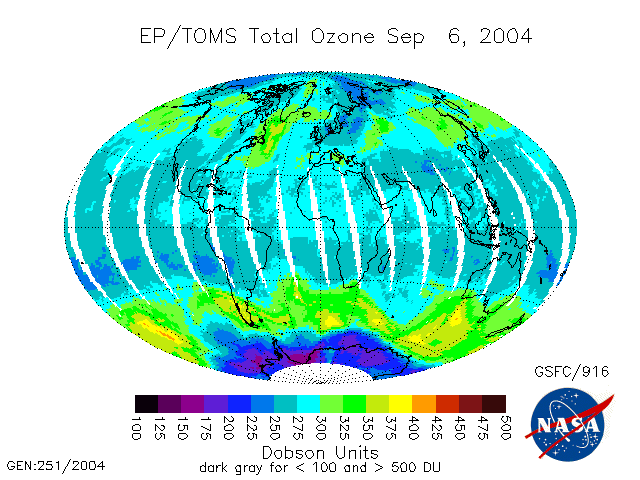
Near-global ozone for 6 September 2004 from NASA/GSFC

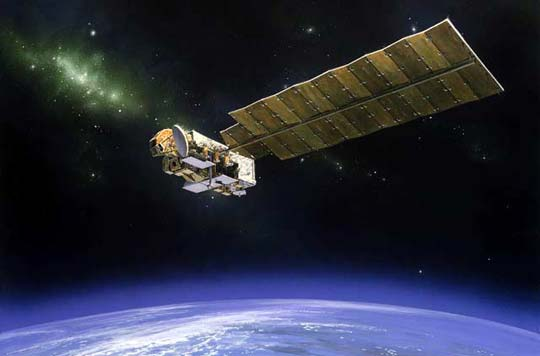
Satèl·lit Aura

L'ozó es troba principalment a dues regions de l'atmosfera. Aproximadament el 10% de l'ozó atmosfèric es troba a la troposfera, la regió més propera a la Terra (des de la superfície fins a 10 –16 km). L'ozó restant (90%) resideix a l'estratosfera, aquesta concentració d'ozó a l'estratosfera es denomina comunament capa d'ozó.

### On es troba l'ozó
- A gran altitud:

O₂ té una vida d'una hora.
La intensa radiació d'energia solar és capaç de trencar l'enllaç oxigen-oxigen.
O₂ + radiació ultraviolada → 2 O(radical)
La relació O(radical)/O₂ és molt gran i la concentració d'O₂ és baixa; això limita la formació de l'ozó.
M+ O₂ + O(radical) → O₃ + M
- A altitud mitjana: sobre els 23 km

Es produeixen les dues reaccions anteriors, perquè hi ha concentració suficient d'O₂ i d'energia per trencar l'enllaç oxigen- oxigen.
- A altituds baixes:

l'O₂ té una vida de cinc anys.
La concentració d'O₂ és elevada, però hi ha molt poca radiació per trencar l'enllaç oxigen- oxigen, llavors la formació d'O₃ és limitada.

### Com es mesura l'ozó
La mesura de la quantitat d'ozó a l'atmosfera és una tasca difícil perquè:
- L'obtenció de mostres és dificultosa.
- L'ozó es destrueix fàcilment per reacció amb els recipients en què s'emmagatzema.
- A l'aire hi ha una concentració d'ozó baixa.

L'alternativa és l'ús d'instruments que mesuren verticalment a través d'una columna en l'atmosfera. Es mesura el total d'O₃ en la columna vertical. El total d'O₃ en la columna es mesura en unitat Dobson (DU), que és el gruix equivalent de la capa d'ozó pur. La forma habitual d'expressar els nivells d'ozó total en l'atmosfera és mitjançant l'ús d'unitat Dobson. Els mesuraments puntuals es presenten com a fraccions molars en nmol/mol (parts per bilió, ppb) o com a concentracions en mg/m³. 

La quantitat d'ozó a l'atmosfera es pot mesurar amb instruments des de la superfície, globus sonda i satèl·lits. Algunes mesures consisteixen a col·locar aire dins d'un instrument amb un sistema per detectar ozó. Altres mesures es basen en les característiques úniques d'absorció de la llum de l'ozó a l'atmosfera. En aquest cas, la llum del Sol o d'un làser es mesura amb precisió després de travessar una porció de l'atmosfera que contingui ozó. Fonamentalment, s'utilitzen estacions terrestres situades a llocs clau del continent Antàrtic i els seus voltants, i satèl·lits com el TOMS o l'AURA.
Les mesures d'ozó s'efectuen amb:
- Instruments capaços de mesurar la radiació UV incident sobre la superfície terrestre i transformar aquesta mesura en la columna total d'ozó, com per exemple l'espectrofotòmetre Dobson, el Brewer, DIAL.[19]
- Ozonosondes, és a dir, globus meteorològics que porten una càrrega útil capaç de registrar els valors d'ozó punt a punt. Aquest procediment permet obtenir perfils de la concentració d'ozó amb l'altura. L'equip per a la realització de perfils verticals d'ozó està format per diverses parts. La principal és l'ozonosonda, que consta d'un sensor electroquímic format per dos elèctrodes de platí immersos en una solució de iodur potàssic en diferents concentracions a les cambres de l'ànode i del càtode. L'ozonosonda es connecta per mitjà d'una interfície a una radiosonda per adequar el senyal d'ozó al protocol de la radiosonda per al seu enviament a terra. La radiosonda està proveïda d'un sensor per mesurar la temperatura, la humitat i la pressió. A més, té un sistema GPS que permet conèixer les dades de la velocitat i el mòdul del vent.[20]
- Satèl·lits: El sensor TOMS (sensor per a la mesura de l'ozó total) en el satèl·lit Nimbus-7 i la sèrie UARS (satèl·lit d'investigació de l'alta atmosfera) capta la radiació en 6 longituds d'ona dins de l'ultraviolat, es tracta de radiació solar reflectida o absorbida i reemesa per l'atmosfera. El satèl·lit Aura es dedica a observar l'ozó, la qualitat de l'aire i el clima. Les mesures fetes pel satèl·lit Aura complementen les mesures fetes pel satèl·lit UARS.

### Tipus d'ozó a l'atmosfera
A l'atmosfera es poden diferenciar dos tipus d'O₃, l'ozó bo i l'ozó dolent.
“Ozó bo”L'ozó a l'estratosfera protegeix la vida vegetal i animal a la Terra mitjançant l'absorció de la radiació UV d'alta energia. L'ozó a l'estratosfera absorbeix la major part de la radiació ultraviolada del Sol. Sense la capa d'ozó, la radiació UV intensa del Sol esterilitzaria la superfície de la Terra. L'ozó filtra la radiació més enèrgica, la radiació UV-C i la majoria de la radiació UV-B. L'ozó només filtra aproximadament la meitat de la radiació UV-A. L'excés de radiació UV-B i UV-A pot causar cremades i pot provocar càncer de pell i lesions oculars. L'augment dels nivells dels gasos produïts per l'home, com ara els gasos clorofluorocarbonis (CFC), ha donat lloc a taxes elevades de destrucció de la capa d'ozó, ja que ha alterat l'equilibri natural de la capa d'ozó i això ha provocat la reducció dels nivells d'ozó estratosfèric. En reduir els nivells d'ozó s'ha augmentat la quantitat de radiació ultraviolada que arriba a la superfície de la Terra. Quan els científics parlen del forat d'ozó, estan parlant de la destrucció de l'ozó estratosfèric, l'ozó bo, la capa d'ozó.
“Ozó dolent”L'ozó troposfèric causa irritació i perjudica les plantes i els animals a causa del seu poder oxidant, a més a més, és també un gas de l'efecte hivernacle. Encara que fins a la capa d'ozó a l'estratosfera proporciona un escut per protegir la vida a la Terra, el contacte directe amb la capa d'ozó és nociu per a les plantes i els animals (incloent-hi els humans). A nivell del sòl, l'ozó és "dolent", la capa d'ozó es forma quan els gasos d'òxid de nitrogen de les emissions dels vehicles i industrials reaccionen amb els compostos orgànics volàtils (carboni que contenen productes químics que s'evaporen fàcilment a l'aire, com ara els dissolvents de pintura). A la troposfera, prop de la superfície de la Terra, la concentració natural de la capa d'ozó és d'aproximadament 10 parts per mil milions (0,00001 per cent). D'acord amb l'Agència de Protecció Ambiental, l'exposició als nivells d'ozó superiors a 80 parts per mil milions per 8 hores o més no és saludable. Aquestes concentracions solen trobar-se a prop de les ciutats durant els períodes en què l'ambient és càlid i estable. Els efectes perjudicials poden incloure mal de gola i irritació dels pulmons o agreujament de l'asma.

### Importància de l'ozó per a les persones

Els nivells d'ozó a diferents altituds, i el bloqueig de les diferents bandes de la radiació ultraviolada. Essencialment, totes UVC (100-280 nm) estan bloquejades per dioxigen (de 100-200 nm), o bé per l'ozó (200-280 nm) a l'atmosfera. La porció més curta de la banda UV-C i la radiació UV més enèrgica per sobre d'aquesta banda causa la formació de la capa d'ozó, quan els àtoms d'oxigen individuals produïts per UV fotòlisi de dioxigen (per sota de 240 nm) reaccionen amb més dioxigen. La capa d'ozó bloqueja la major part de la radiació UV-B (280-315 nm), que produeix les cremades de Sol. La banda de UV més propera a la llum visible, raigs UV-A (315-400 nm), amb prou feines es veu afectada per l'ozó, i la majoria arriben a terra.

L'ozó actua com a filtre o escut protector de les radiacions nocives i d'alta energia que arriben a la Terra i permet que en passin d'altres com l'ultraviolat d'ona llarga. Aquesta radiació ultraviolada és la que permet la vida al planeta, ja que permet que es dugui a terme la fotosíntesi del regne vegetal, que es troba en la base de la piràmide tròfica.
Tot i que la concentració de l'ozó a la capa d'ozó és molt petita, és de vital importància per a la vida, ja que absorbeix la radiació ultraviolada biològicament nociva (UV) procedent del Sol. La radiació UV que té una longitud d'ona de 10-100 nm és eliminada pel nitrogen.
La radiació UV capaç de passar el nitrogen es divideix en tres categories, en funció de la longitud d'ona:
- UV-A (315-400 nm): l'ozó és transparent per a la majoria d'UV-A, de manera que la majoria d'aquest tipus UV arriba a la Terra. No obstant això, aquest tipus de radiació UV és significativament menys perjudicial per l'ADN, tot i que també pot causar danys indirectes a la pell.
- UV-B (280-315 nm): la capa d'ozó (que absorbeix entre 200 nm i 310 nm amb una absorció màxima a aproximadament 250 nm)[22] és molt eficaç per descartar els raigs UV-B. No obstant això, alguns d'UV-B, en particular els que tenen les longituds d'ona més llargues, arriben a la Terra. La radiació UV-B pot ser perjudicial per a la pell i és la principal causa de les cremades del Sol. L'exposició excessiva també pot causar danys genètics i donar lloc a problemes com el càncer de pell, però un efecte positiu de l'exposició de la pell a la radiació ultraviolada de tipus B (UVB) és la inducció de la producció de la vitamina D.
- UV-C (100-280 nm): és el tipus de radiació més perjudicial per als éssers vius, aquest tipus de radiació ultraviolada s'absorbeix per una combinació de dioxigen (<200 nm) i ozó (> 200 nm).

La capa d'ozó absorbeix tota la radiació UV-C per sota de 280 nm, en canvi, les radiacions UV-B i UV-A són parcialment absorbides per l'O₃.

### Ozó estratosfèric
L'ozó de la Terra es troba de manera natural a l'estratosfera i forma la denominada capa d'ozó. L'ozó estratosfèric es forma per l'acció de la radiació ultraviolada, que dissocia les molècules d'oxigen molecular (O₂) en dos àtoms, els quals són altament reactius i poden reaccionar amb una altra molècula d'O2, de manera que es forma l'ozó.
L'ozó estratosfèric es destrueix al seu torn per l'acció de la pròpia radiació ultraviolada, ja que la radiació amb longitud d'ona inferior a 290 nm fa que es desprengui un àtom d'oxigen de la molècula d'ozó. Es forma així un equilibri dinàmic en què es forma i destrueix ozó, de manera que es consumeix la majoria de la radiació de longitud d'ona inferior a 290 nm. Així, l'ozó actua com un filtre que no deixa passar aquesta radiació perjudicial fins a la superfície de la Terra.
O₂ + radiació ultraviolada → 2 O(radical)
O₂ + O(radical) → O₃
O₃ + radiació ultraviolada → O₂ + O(radical)
L'equilibri de l'ozó a l'estratosfera es veu afectat per la presència de contaminants, com poden ser els compostos clorofluorocarbonats (CFC), que reaccionen amb l'ozó i fan que es destrueixi més ràpidament del que es regenera.

### Ozó troposfèric
Tanmateix, també hi ha ozó a la troposfera, la zona més baixa de l'atmosfera, on esdevé un problema, ja que l'ozó en concentració suficient pot provocar danys a la vegetació (a partir d'uns 60 micrograms per metre cúbic) o a la salut humana (a partir d'uns 150 micrograms per metre cúbic). L'ozó en aquesta capa es forma a causa de la contaminació atmosfèrica (presència de diòxid de carboni de vehicles i indústria, etc.) que, amb la llum i l'oxigen, produeixen aquesta substància tòxica per als éssers vius. Com que té efectes adversos per a la salut, ha estat regulat per normes ambientals.
El mecanisme per mitjà del qual es genera l'ozó en la troposfera és completament diferent en l'estratosfera, ja que a aquesta altura no arriben les radiacions ultraviolades. L'ozó, en aquest cas, es forma a partir de certs precursors (NOx - òxids de nitrogen; i COV - compostos orgànics volàtils, com el formaldehid) i el nitrat de peroxiacetil, contaminants provinents de l'activitat humana. Aquests contaminants es dissocien formant radicals amb radiació menys energètica, i aquests radicals poden formar ozó amb l'oxigen molecular. El conjunt de l'ozó, NOx i COV forma una boira marró visible a zones molt contaminades, denominada boira fotoquímica.

### Conseqüències de l'ozó a la troposfera
Vegeu també: Boirum
L'ozó de la troposfera és un contaminant atmosfèric. L'ozó a la troposfera no l'emeten directament els motors dels automòbils o les indústries, sinó que es forma per la reacció de la llum solar amb els hidrocarburs que hi ha a l'aire i els òxids de nitrogen, i es pot quedar al lloc on es forma o bé, per l'acció del vent, trobar-se a molts quilòmetres d'aquest lloc.
L'ozó reacciona directament amb alguns hidrocarburs, com els aldehids, i així en comença l'eliminació de l'aire, els productes són components clau del boirum fotoquímic. La fotòlisi de l'ozó per la llum ultraviolada condueix a la producció del radical hidroxil. La vida de l'ozó a l'atmosfera (troposfera) és d'uns vint-i-dos dies.
Hi ha evidència d'una reducció significativa en els rendiments agrícoles a causa de l'augment de l'ozó que es troba a la troposfera i la contaminació que interfereix en la fotosíntesi, i el retard del creixement global d'algunes plantes. Algunes ciutats amb concentracions molt elevades d'ozó són Houston, Texas i Mèxic.
El gas ozó ataca qualsevol polímer que posseeixi enllaços olefínics o dobles enllaços dins la seva estructura, com el cautxú natural, el cautxú nitril i el cautxú d'estirè-butadiè. Els productes fabricats amb aquests polímers són especialment susceptibles a atac, fet que hi provoca esquerdes. Aquests materials es poden protegir per l'addició d'antiozonants, com ara les ceres. Les esquerdes produïdes per l'ozó eren un problema greu per als pneumàtics dels automòbils.

#### L'ozó com a gas amb efecte d'hivernacle
Tot i que l'ozó ja era present a nivell de terra abans de la Revolució Industrial, les concentracions que se'n troben avui dia són molt més elevades que a l'època preindustrial. Aquesta concentració d'ozó actua com un gas amb efecte d'hivernacle, absorbint part de la radiació infraroja emesa per la Terra. Alguns estudis quantifiquen el forçament radiatiu de l'ozó de la troposfera entorn el 25% del que correspon al diòxid de carboni.

## Efectes sobre la salut

### La contaminació de l'aire
A causa de l'acció dels raigs UV durant el dia, l'ozó troposfèric es crea prop de la superfície terrestre en un grup de contaminants anomenats precursors d'ozó.
Una gran quantitat de proves demostren que la capa d'ozó a nivell del sòl irrita el sistema respiratori i afecta la capacitat pulmonar.
El risc de mort causada per una malaltia respiratòria es pot atribuir a una gran exposició a l'ozó. Durant 18 anys de seguiment es va dur a terme un estudi sobre 450.000 persones que vivien a ciutats dels Estats Units, que va mostrar una correlació significativa entre els nivells d'ozó i les malalties respiratòries. L'estudi va revelar que les persones que vivien a ciutats amb nivells d'ozó alts, com ara Houston o Los Angeles, tenien un 30% més de risc de morir d'una malaltia pulmonar.
Les directrius sobre qualitat de l'aire, com ara les de l'Organització Mundial de la Salut (OMS), l'Environmental Protection Agency (EPA) i la Unió Europea, es basen en estudis detallats destinats a identificar els nivells que poden causar efectes nocius mesurables per a la salut.
D'acord amb els científics de l'EPA, les persones susceptibles es poden veure afectades negativament per nivells d'ozó inferiors a 40 nmol/mol.
Actualment, a la UE, el valor límit de concentracions d'ozó és de 120 μg/m³, el qual es troba al voltant de 60 nmol/mol. Aquesta fita s'aplica a tots els estats membres d'acord amb la Directiva 2008/50/CE. La concentració d'ozó es mesura amb una màxima diària de 8 hores de mitjana, i la directiva recomana que el llindar no se superi més de 25 dies naturals a l'any, a partir del gener del 2010. Mentre que la Directiva obliga estrictament a complir en el futur un límit de 120 μg/m³ (és a dir, la concentració d'ozó mitjana que no es podrà superar cap dia de l'any), no s'ha fixat cap data per a aquest requisit i es considera un objectiu a llarg termini.
Als Estats Units, la Llei d'Aire Net insta l'EPA a establir Normes Nacionals de Qualitat de l'Aire per a diversos contaminants, incloent-hi l'ozó a nivell del sòl, i obliga els estats que no compleixin aquestes normes a prendre mesures per reduir-ne els nivells. El maig del 2008 l'EPA va reduir els nivells d'ozó de 80 nmol/mol a 75 nmol/mol. Aquesta decisió va ser polèmica, ja que els mateixos científics de l'Agència i el Consell Assessor van recomanar rebaixar-ne el nivell a 60 nmol/mol, i l'Organització Mundial de la Salut va recomanar fer-ho a 51 nmol/mol. Els grups ecologistes i la majoria de la salut pública van donar suport al límit de 60 nmol/mol. El 7 de gener del 2010, l'Environmental Protection Agency (EPA) va anunciar les revisions proposades per la NAAQS per a la capa d'ozó contaminant, el component principal de l'smog:
... L'EPA proposa que el nivell que es va fixar en 0,075 mmol/mol en la regla final del 2008 es rebaixi dins el rang 0,060-0,070 mmol/mol, a fi de proporcionar més protecció als nens i altres poblacions en situació de risc contra una sèrie d'efectes adversos per a la salut, relacionats amb l'O3. Aquests efectes van des de la disminució de la funció pulmonar i l'augment de símptomes respiratoris greus fins a indicadors de morbiditat respiratòria, incloent-hi les visites a urgències i els ingressos hospitalaris per causes respiratòries i, possiblement, cardiovasculars, la morbiditat associada, així com la mortalitat total no accidental i cardiopulmonar.
L'EPA ha desenvolupat un índex de qualitat de l'aire (AQI) per ajudar a explicar els nivells de contaminació de l'aire al públic en general. Segons les normes actuals, de vuit hores, les fraccions molars mitjanes d'ozó de 85 nmol/mol a 104 nmol/mol es descriuen com a "poc saludables per als grups sensibles"; de 105 nmol/mol a 124 nmol/mol, com a "no saludables", i de 125 nmol/mol a 404 nmol/mol com a "insalubre".
L'ozó també pot ser present en la contaminació de l'aire en interiors, en part degut als equips electrònics, com les fotocopiadores. També se sap que hi ha una connexió entre l'augment de pol·len, les espores de fongs, i la capa d'ozó causada per les tempestes i els ingressos hospitalaris dels malalts d'asma.
A l'època victoriana, un mite de Folk Britànic va sostenir que l'olor del mar era causada per l'ozó. De fet, la característica "olor de mar" és causada pel sulfur de dimetil, que és una substància química generada pel fitoplàncton. El Folk Britànic victorià considerava l'olor resultant "vigoritzant", però en concentracions elevades el sulfur de dimetil és realment tòxic.

### Fisiologia
L'ozó, conjuntament amb altres espècies reactives de l'oxigen (com ara el superòxid, l'oxigen singlet, el peròxid d'hidrogen i els ions hipoclorit), és produït naturalment per cèl·lules blanques de la sang i altres sistemes biològics (com les arrels de calèndules) com a mitjà per destruir cossos estranys. L'ozó reacciona directament amb dobles enllaços orgànics. A més, quan l'ozó es descompon en dioxigen, els radicals lliures d'oxigen formats són altament reactius i tenen la capacitat de fer malbé moltes molècules orgàniques. Es creu que les propietats oxidants de l'ozó poden ser un factor que contribueix a la inflamació. La relació causa-efecte de la manera com l'ozó es crea al cos i com es comporta encara s'està estudiant i està subjecta a diverses interpretacions, ja que altres processos químics del cos poden desencadenar algunes d'aquestes reaccions. Un equip dirigit pel Dr Paul Wentworth, Jr, del Departament de Química de l'Institut d'Investigació Scripps, mostra l'evidència que vincula l'oxidació d'aigua de l'anticòs catalitzat de la resposta humana immune amb la producció d'ozó. En aquest sistema, l'ozó es produeix per la producció catalitzada del trioxidane d'aigua i neutròfils produït oxigen singlet.
Quan s'inhala, l'ozó reacciona amb els compostos que recobreixen els pulmons de forma específica, el metabòlits derivats del colesterol estan pensats per facilitar-ne l'acumulació i la patogènia de les plaques d'ateroma (una forma de malaltia del cor). Aquests metabòlits han estat confirmats a les artèries ateroscleròtiques humanes i es classifiquen en una classe dels denominats atheronals secosteroles, generada per ozonòlisi del doble enllaç del colesterol per formar un 5,6 de secosterol,
així com un producte de condensació secundària a través de l'aldolització.

### Seguretat
A causa de les fortes propietats oxidants de l'ozó, aquest element és un irritant primari, que afecta especialment els ulls i el sistema respiratori i pot ser perillós fins i tot a baixes concentracions. El Centre Canadenc per a la Seguretat i l'Ocupació de la Salut informa que:
"Fins i tot a concentracions molt baixes l'ozó pot ser perjudicial per a les vies respiratòries superiors i els pulmons. La gravetat de la lesió depèn tant de la concentració d'ozó com de la durada de l'exposició. La lesió pulmonar greu o permanent i fins i tot la mort podria ser la conseqüència d'una gran exposició a curt termini a concentracions relativament baixes."
Per protegir els treballadors potencialment exposats a la capa d'ozó, l'Administració de Seguretat i Salut dels Estats Units ha establert un límit d'exposició permissible (PEL) de 0,1 mmol/mol (29 CFR 1910.1000, Taula Z-1), calculat com la mitjana de 8 hores de temps de càrrega. Les concentracions més elevades són especialment perilloses i el NIOSH ha establert un límit de perill immediat per a la vida i la salut (IDLH) de 5 mmol/mol.[43] Els entorns de treball en què es fa servir l'ozó o en què és probable que es produeixi han de tenir una ventilació adequada i disposar d'un monitor d'ozó que indiqui la concentració que excedeix el PEL de l'OSHA. Els monitors continus de la capa d'ozó es poden obtenir de diversos proveïdors.
Una exposició elevada a l'ozó pot produir-se en aeronaus de passatgers; en aquest cas, els nivells varien en funció de l'altitud i la turbulència atmosfèrica. Les regulacions de l'Autoritat Federal d'Aviació dels Estats Units estableixen un límit de 250 nmol/mol, amb un màxim de quatre hores de mitjana de 100 nmol/mol. Alguns avions estan equipats amb convertidors d'ozó al sistema de ventilació per reduir l'exposició dels passatgers.

## Producció
La temperatura i la humitat són factors decisius de cara a la quantitat d'ozó que es produeix seguint un determinat mètode, que poden donar lloc a produccions inferiors al 50% quan es genera ozó en un ambient humit, especialment si es fan servir mètodes antics. La temperatura i la velocitat del flux de gas també afecten de manera important la producció d'ozó, de manera que s'obté una augment d'eficiència a menys temperatura i unes concentracions d'ozó més altes si els cabals de gas són més baixos.
Mitjançant generadors moderns es pot obtenir ozó dissolt amb més puresa mitjançant processos electrolítics en què l'aigua es fa servir com a font d'oxigen.
Com que l'ozó es descompon ràpidament per donar lloc a l'oxigen diatòmic, aquest no es pot emmagatzemar ni transportar durant períodes prolongats de temps. Per tant, cal produir l'ozó en el lloc i el moment de la seva utilització.

### Nivell de laboratori

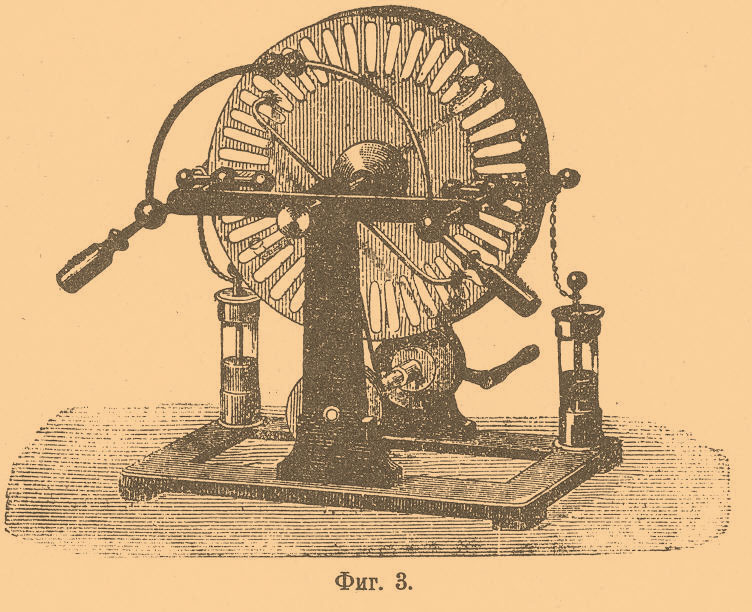
Màquina de Whimshurst, sovint utilitzada per generar ozó amb funcions pedagògiques.

Un aparell que sovint es fa servir quan es vol fer una demostració de la producció d'ozó és la màquina de Whimshurst. Aquest aparell, mitjançant la generació d'electricitat estàtica, pot produir un arc elèctric que, en presència d'oxigen, dona lloc a petites quantitats d'ozó.
Altres aparells més sofisticats, també basats en el fenomen de l'arc elèctric, permeten una obtenció més eficient d'ozó al laboratori emprant corrent continu i oxigen gasós sec. Per a les tècniques d'obtenció d'ozó emprant l'electricitat, l'esquema de la reacció és el següent:
O₂ — electricitat → 2 O
2 O + O₂ → O₃
L'ozó també es pot produir per electròlisi fent servir una pila de 9 V, un càtode de grafit, un ànode de platí i una dissolució 3 molar d'àcid sulfúric. Les semireaccions que tenen lloc són les següents:
3 H₂O → O₃ + 6 H+ + 6 e− (ΔEo = −1.53 V)
6 H+ + 6 e− → 3 H₂ (ΔEo = 0 V)
2 H₂O → O₂ + 4 H+ + 4 e− (ΔEo = −1.23 V)
En aquesta reacció, tres equivalents d'aigua reaccionen per donar lloc a un equivalent d'ozó i tres d'hidrogen. Aquesta reacció competeix amb la de formació d'oxigen diatòmic.
Tot i que en l'àmbit dels laboratoris aquestes tècniques són útils, en l'àmbit industrial s'utilitzen altres mètodes amb un fonament similar per generar ozó.

### Mètode de descàrrega per efecte corona
Aquest és el mètode més comú de generació d'ozó per a ús a gran i petita escala. Tot i que existeixen variacions d'aquest mètode depenent del nivell de producció requerit, tots funcionen gràcies a una descàrrega elèctrica per efecte corona. Un avantatge d'aquest mètode és que permet generar ozó a partir de l'oxigen de l'aire, sense necessitat d'una font externa d'oxigen. Aquest mètode sol ser eficient en relació al seu cost i permet generar concentracions d'ozó del 3% al 6%. El principal desavantatge d'aquest mètode és que la seva eficiència va lligada a les variacions en la humitat de l'aire. Emprant un dessecador d'aire es pot millorar l'eficàcia d'aquest mètode, així com disminuir la formació d'altres productes indesitjables com l'àcid nítric, que es forma a partir dels òxids de nitrogen obtinguts com a subproducte en la generació d'ozó Una altra modificació que permet millorar l'eficàcia d'aquest mètode és l'ús d'un concentrador d'oxigen, ja que no solament augmenta la quantitat d'oxigen subministrat, sinó que també en disminueixen la humitat i el volum de nitrogen presents durant la reacció.

### Generació fotoquímica
Els generadors UV empren fonts de llum ultraviolada per generar ozó. De manera anàloga a com la llum UV del Sol sosté una certa quantitat d'ozó en l'estratosfera, aquests generadors utilitzen el mateix tipus de llum per produir ozó. Aquest mètode genera concentracions més baixes d'ozó que els altres mètodes industrials, a més a més, necessita que l'oxigen estigui exposat durant una llarga estona als raigs UV, cosa que fa poc pràctic fer-lo servir en entorns on cal un subministrament ràpid d'ozó. No obstant això, aquest mètode funciona bé independentment de la humitat de l'aire i no genera productes no desitjats com el mètode de descàrrega per efecte corona, per la qual cosa no és necessari usar concentradors d'oxigen, sistemes d'eliminació de gasos ni dessecadors d'humitat. Això fa que sigui un mètode àmpliament usat per desinfectar grans quantitats d'aigua en piscines i centres termals.

### Generació per plasma fred
En aquest mètode, s'exposa oxigen pur al plasma d'una descàrrega amb barrera dielèctrica. Aquesta descàrrega provoca una separació de l'oxigen diatòmic en àtoms lliures, que en part posteriorment es recombinen formant ozó. S'utilitza un aïllant dielèctric per separar els elèctrodes a fi de distribuir la descàrrega en forma de moltes microdescàrregues (en comptes d'un sol arc elèctric), amb l'objectiu de produir l'efecte desitjat sobre l'oxigen diatòmic.
Aquest tipus d'aparells generen concentracions d'ozó d'aproximadament un 5%, tot i que són menys abundants que els esmentats abans, a causa de l'elevat preu que tenen.

### Generació electrolítica
La generació electrolítica industrial segueix la mateixa reacció que quan es genera ozó al laboratori amb una pila de 9 V. En aquest cas, cal eliminar l'hidrogen format tant per seguretat com per garantir més concentració d'ozó entre els productes gasosos i, conseqüentment, també dissolt en aigua. Així doncs, aquest mètode assoleix dissolucions més concentrades d'ozó en aigua que els mètodes de descàrrega elèctrica, on hi ha més gasos presents. Aquesta tècnica permet aconseguir concentracions del 20% al 30% i és totalment independent de la qualitat de l'aire perquè es genera l'ozó a partir de l'aigua.

### Producció incidental

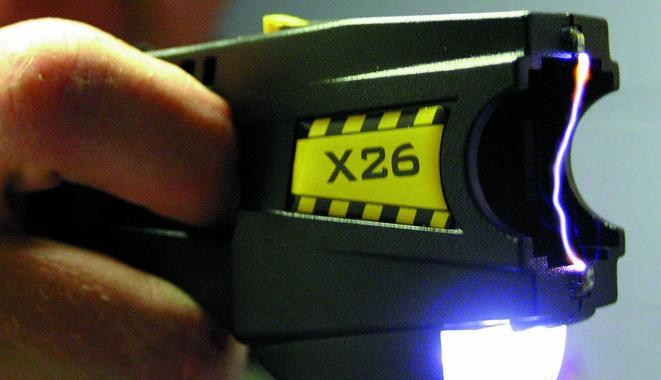
L'arc elèctric generat per alguns aparells dona lloc a la generació incidental d'ozó

De la mateixa manera que alguns generadors funcionen creant arcs elèctrics, petites quantitats d'ozó es poden generar incidentalment en determinats aparells elèctrics, on tenen lloc aquest tipus de descàrregues. Els aparells més habituals on té lloc la generació incidental d'ozó són aquells que funcionen amb un alt voltatge, com ara ionitzadors d'aire, impressores làser, fotocopiadores, armes d'electroxoc, soldadors d'arc elèctric o alguns motors elèctrics on es generen espurnes.

## Aplicacions
L'ozó es coneix per la seva acció bactericida, germicida, fungicida i desodorant; destruint amb rapidesa els estreptococs, estafilococs, coc bacils, etc., així com les més enèrgiques toxines difterianes i tetàniques.
L'acció microbicida és potser la propietat més usada de l'ozó i per la qual se li atribueixen més aplicacions. L'ozó, per les seves propietats oxidants, es pot considerar un dels agents microbicida més ràpid i eficaç que es coneix. La seva acció posseeix un gran espectre que engloba l'eliminació de bacteris, virus, fongs, espores.
Eliminació de bacteris: es fa servir en el tractament de l'aigua. Un dels avantatges més importants de l'ozó és que aquest es posa de manifest a concentracions baixes i durant temps curts.
- Efecte sobre virus: l'ozó actua sobre ells oxidant les proteïnes del seu embolcall viral i modifica la seva estructura tridimensional. El virus no és capaç d'unir-se a cap cèl·lula i no es pot reproduir.
- Efecte fungicida: la seva acció oxidant també actua sobre fongs i els provoca un dany irreversible.
- Efecte esporicida: són bacteris més resistents i, per tant, són més difícils de tractar; per això es necessita més concentració d'ozó.

La utilització de l'ozó en la indústria es pot enfocar des de diferents punts de vista, el primer per combatre el mateix medi ambient i un altre per desinfectar i, en alguns casos, purificar els productes que la indústria produeix.
S'utilitza en la preparació de productes farmacèutics, lubricants sintètics i altres compostos orgànics comercialment útils. També es pot fer servir per blanquejar, desinfectar i eliminar microorganismes de l'aire i de fonts d'aigua. Molts dels sistemes municipals d'aigua eliminen els bacteris de l'aigua amb ozó en comptes de clor, que és més conegut. Una vegada s'ha desintegrat no deixa cap gust ni olor de l'aigua potable.
L'ozó es fa servir en molts casos per les seves propietats com a desinfectant i desodoritzant, la seva toxicitat és mínima i s'elimina fàcilment, ja que no deixa residus després de la seva utilització.
Industrialment l'ozó es fa servir per: desinfectar fàbriques d'aliments, residències, etc., desinfectar l'aigua en substitució del clor, desodoritzar l'aire i els objectes, eliminar els bacteris i els fongs dels aliments, desinfectar piscines i spa, conservar els aliments de manera perllongada, conservar el pes inicial amb un grau d'humitat alt, millorar la qualitat interna, tenir una aparença externa excel·lent, desinfectar hospitals i sales d'operacions.
La utilització d'ozó en cambres frigorífiques està regulat pel BOE núm. 39 del 14.02.1985, RD 168/1985 i també per l'American Society of Heating, Refrigeration and Air Conditioning. Aquestes entitats esmenten la utilitat de l'ozó en la conservació d'aliments refrigerats. Les dosis d'aplicació d'ozó en cambres frigorífiques varien de 0,6 a 1,6 mg/m³, depenent de les condicions de temperatura i humitat i del tipus de producte que es vol conservar.

### Aplicació en ambients públics
En ambients públics existeix el problema de l'acumulació d'aire i abundància de mals olors causat per l'aglomeració de persones. S'utilitzen diferents mètodes per solucionar aquest problema, com la utilització d'extractors, aires condicionats, ambientadors, etc.
La solució més efectiva a aquest problema consisteix en la utilització d'ozó. L'ozó, quan reacciona amb substàncies orgàniques productores del mal olor, n'altera l'estructura i produeix que la nova substància sigui inodora. De la mateixa manera, els microorganismes existents en l'aire s'eliminen i així s'evita el contagi de malalties. S'ha demostrat que 0,01 ppm d'ozó són suficients per a eliminar les olors i els microorganismes d'un ambient tancat.
A l'hora de muntar un aparell generador d'ozó, hem de tenir en compte el volum del local i el nombre de persones que hi estaran; segons això, el volum final que s'haurà d'ozonitzar serà:
S'ha demostrat que la concentració que s'aplica en aquests casos es de 0,2 mg per m³. Aquest és el valor autoritzat al nostre país segons el BOE del 4.03.1962.

### Aplicacions com a descontaminant
Un dels problemes més greus de la nostra època és la contaminació atmosfèrica, i dues de les causes principals d'aquesta són els gasos expulsats pels tubs d'escapament dels cotxes i per les calefaccions.
Els gasos procedents dels motors d'explosió són tòxics i en ambients tancats, com magatzems, són molt nocius. En aquests ambients, l'índex de pol·lució sol ser excessiu i perillós, al mateix temps que aquests gasos són desagradables.
Aquest problema es pot solucionar utilitzant ozó, ja que pel seu poder oxidant converteix el monòxid de carboni en diòxid de carboni, que no és tòxic.

### Aplicacions en el tractament de l'aigua
Una de les principals aplicacions de l'ozó es troba en el tractament de les aigües. La potabilització de les aigües amb ozó es fa servir des de fa molt de temps. Té com a missió principal desinfectar i millorar les condicions organolèptiques de l'aigua. No actua solament com a desodorant i oxidant de substàncies orgàniques dissoltes, sinó que també com a esterilitzant.
El procediment d'esterilització de l'aigua per ozó té un interès particular en els casos en què es tracta aigües que continguin bacteris. També es fa servir en les plantes potabilitzadores, purificació d'aigua de piscines, aigües negres, fabricació de gel esterilitzat a partir d'aigües saldes o dolces.

### Aplicacions en medicina
L'ozó té diverses aplicacions en el camp de la medicina, i s'anomena ozonoteràpia. Els efectes de l'ozó sobre l'organisme es poden resumir en els punts següents:
- Tonifica i reforça les parets estomacals, i prevé úlceres i altres trastorns digestius.
- Actua sobre els agents que causen l'acidesa i el mal alè, i els neutralitza amb rapidesa.
- Té un alt poder cicatritzant, redueix considerablement el temps de curació de llagues, ferides i úlceres, així com el risc d'infecció.
- Elimina els bacteris productors de les càries, sense afectar l'esmalt; d'aquesta manera contribueix a millorar la higiene dental.
- Dissol totalment l'àcid úric.
- Actua sobre centres nerviosos i disminueix les tensions i la sensació d'angoixa.

L'acció germicida i antitòxica de l'ozó permet la realització de desinfeccions de l'organisme. Una de les aplicacions més comunes de l'ozonoteràpia és en el tractament de malalties respiratòries (asma, afeccions bronquials, tos ferina), afeccions cutànies (llagues, úlceres varicoses, etc.) i malalties de l'aparell digestiu. També s'han recomanat banys d'ozó en casos de depressió nerviosa, malalties de la sang, inflamacions de les glàndules i en casos de fatiga general. L'administració d'ozó es pot efectuar per diferents vies: bany, ènema, etc. La concentració d'ozó és diferent en cadascun dels casos, i és baixa per combatre les afeccions respiratòries i alta per a l'ús tòpic.
Pel que fa a la higiene personal, l'ozó té un gran poder com a desodorant, cosa que ofereix una àmplia gamma d'aplicacions en la cura de la pell, sense l'adaptació d'al·lèrgies ni efectes secundaris, així doncs, és un desodorant natural i efectiu.